# 전경준
전경준 (全慶埈, 1973년 9월 10일 ~ )는 대한민국의 은퇴한 축구 선수출신 축구 지도자이다. 현역 시절 포지션은 미드필더였다.

## 선수 경력
1992시즌을 앞두고 포항제철 아톰즈에 입단했다. 1996년 7월 13일 열린 전남 드래곤즈와의 경기에서 K리그 첫 골을 기록했다.
1999년 부천 SK의 김한윤과 트레이드되면서 부천으로 이적했다. 2000년 대한화재컵에서 도움왕을 수상했다.
2002시즌을 앞두고 전북 현대 모터스에 입단했다.
2006시즌을 앞두고 싱가포르의 홈 유나이티드에 입단했다. 전경준은 싱가포르에서 13골을 기록했다.
2007년, 브루나이의 DPMM FC로 이적했다.

## 국가대표팀 경력
전경준은 1993년 FIFA 청소년 축구 선수권 대회에 참여하는 대한민국 U-20 축구 대표팀에 차출되었다. 이 대회에서 전경준은 조별리그 2경기에 출전했다.

## 지도자 경력
2015년 K리그 클래식 제주 유나이티드의 수석 코치로 선임되었으며, 같은 해 6월, 신태용 감독이 이끄는 대한민국 U-23 축구 국가대표팀의 수석코치로 선임되었다. 같은 해 11월에는 대한민국 U-20 축구 국가대표팀의 수석코치로 선임되었다. 2017년 7월, 신태용 감독이 이끄는 대한민국 축구 국가대표팀의 수석 코치로 선임되었다.2017년 11월, 토니 그란데 코치가 온 이후 코치로 선임되었다.
2019시즌을 앞두고 K리그2의 전남 드래곤즈의 코치로 선임되었다. 이후 전남의 감독인 파비아누가 성적 부진으로 경질되자 그 뒤를 이어 전남의 감독대행이 되었다. 감독대행을 맡는 남은 2019시즌 동안 7승 5무 3패를 기록하며 전남의 반등을 이끌었다. 이후 2020시즌을 앞두고 전남의 새 감독으로 선임되었다.
2021 시즌에는 전남을 2007년 이후 14년 만이자, 2부리그 최초로 FA컵 우승을 이끌어냈다.
2022년 6월 5일에는 성적 부진으로 전남을 떠났다.

## 수상 내역

### 개인
- K리그 베스트 11 (1회) : 2000

### 클럽
포항제철 아톰즈
- 리그컵 (아디다스컵) 준우승 1회 : 1996
- FA컵 우승 1회 : 1996

부천 SK
- K리그 준우승 1회 : 2000
- 리그컵 (대한화재컵) 우승 1회 : 2000

전북 현대 모터스
- FA컵 우승 2회 : 2003,2005

감독
전남 드래곤즈
- FA컵 우승 1회 : 2021년